# Štýřice
Štýřice jsou městská čtvrť jihozápadně od centra statutárního města Brna. Její katastrální území má rozlohu 3,33 km². Území pozdějších Štýřic bylo k Brnu připojeno v roce 1850. Štýřice jsou od 24. listopadu 1990 součástí samosprávné městské části Brno-střed. Žije zde přibližně 8600 obyvatel.
Rozkládají se jižně od řeky Svratky.

## Rozvojová lokalita Heršpická
V oblasti kolem Heršpické ulice došlo v předešlých k výstavbě několika moderních budov a komplexů, například AZ Toweru, Brno Business Parku, M-Paláce, Spielberk Office Centre, nebo Justičního areálu a připravuje se stavba několika dalších (Roosendal Vídeňská, H Tower aj.). Celá oblast je v novém územním plánu města zařazená mezi rozvojové lokality a předpokládá se její výrazné rozšíření.

## Sousedící katastrální území
Na severu sousedí Štýřice se Starým Brnem, na severovýchodě s Trnitou, na východě s Komárovem a hlavně s Horními Heršpicemi, na jihozápadě a západě s Bohunicemi, a na severozápadě s Pisárkami.

## Historický přehled

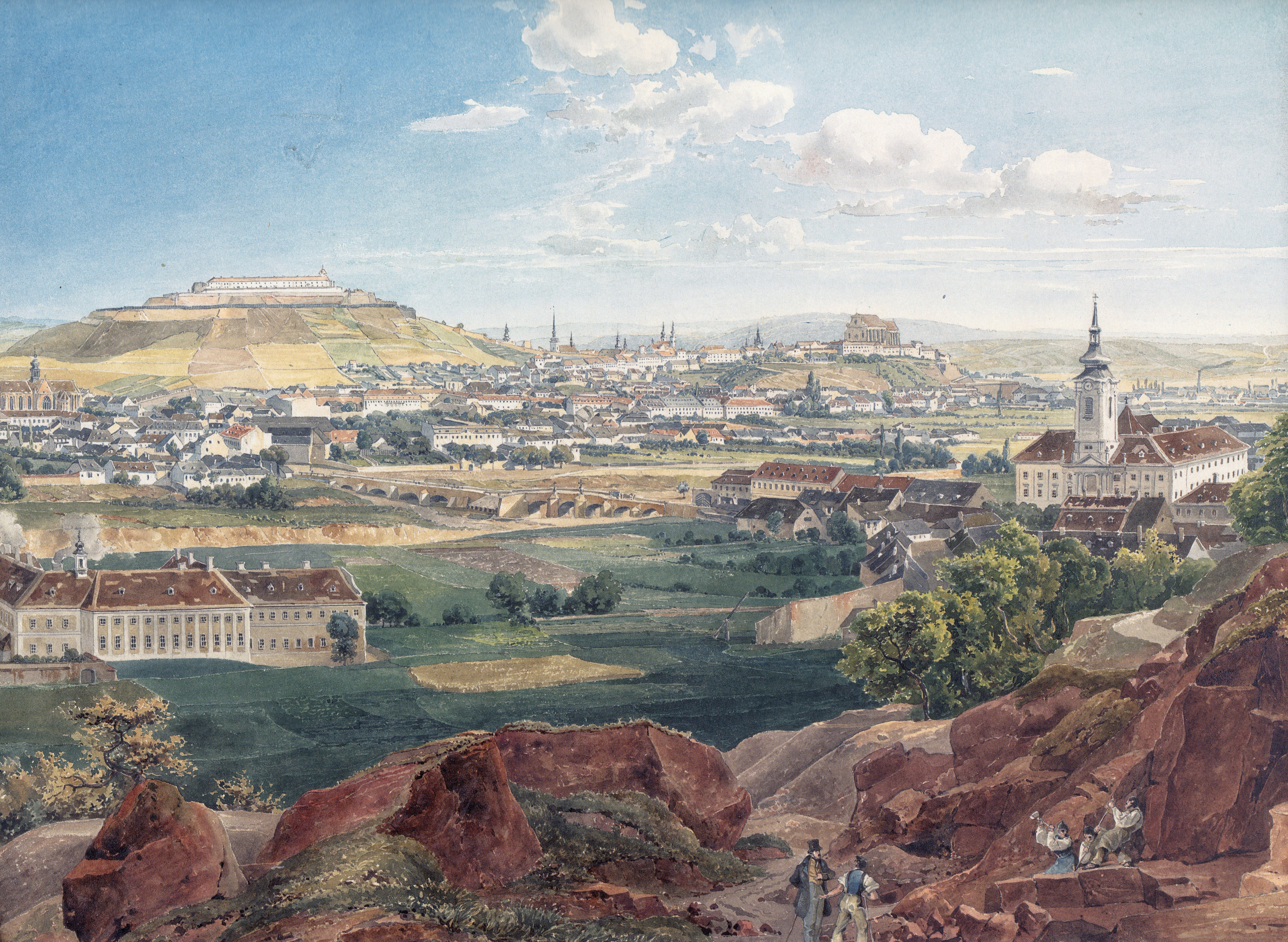
Pohled z Červeného kopce na území dnešních Štýřic a Staré Brno, zcela vpravo klášter milosrdných bratří. Malba z roku 1839 od Eduarda Gurka.

V roce 2017 objevili archeologové při záchranném výzkumu v ulici Vojtově zbytky dočasného tábora pro římské legie, který zřejmě krátkou dobu chránil brod přes Svratku. Odkryt byl příkop s valem o délce přibližně 70 metrů, který stanoviště chránil, a několik římských předmětů. Tábor byl datován do let 172–180, tedy do období markomanských válek.
Při výzkumu pozemku ve Vídeňské ulici byly roku 2012 nalezeny kromě pohřebiště s přibližně 300 hroby i základy dosud neznámé rotundy. Jedná se tak již o druhou rotundu objevenou na území Brna.
Severní část dnešních Štýřic zahrnující historické jádro a přibližně čtvrtinu katastru dnešní čtvrti, byla původně součástí katastrálního území Staré Brno a součástí Brna se stala 6. července 1850. Asi třetina území dnešní čtvrti byla v té době součástí katastru obce Horní Heršpice, a zbytek území náležel ke katastrům Bohunic (jihozápad Štýřic s většinou areálu Kohnovy cihelny a krematoriem), Komárova (okrajová severovýchodní část katastru Štýřic), Trnité (pouze drobné území na východě katastru Štýřic) a Nových Sadů (malá okrajová severní část část katastru Štýřic). Roku 1883 byl na severozápadním okraji původního hornoheršpického katastru založen brněnský Ústřední hřbitov, který se stal ve formě exklávy součástí Brna jako nové katastrální území Staré Brno II, zatímco původní starobrněnský katastr byl přejmenován na Staré Brno I. Roku 1915 byly oba katastry sloučeny v jedno katastrální území Staré Brno a Vídeňka, k němuž bylo zároveň připojeno velké území na severozápadě tehdejšího katastru tehdejší obce Horní Heršpice. Při první katastrální reformě Brna z let 1940–1941 byly zdejší pozemky tehdy patřící k Novým Sadům a Trnité připojeny ke Komárovu. Jako katastrální území vznikly Štýřice až při radikální katastrální reformě Brna na konci 60. let 20. století, což je jeden z důvodů, proč se jejich název nikdy moc nevžil[zdroj?], přestože tvoří relativně organický celek. Vedle jižní části katastrálního území Staré Brno a Vídeňka, rozkládající se jižně od levého břehu Svratky, se jeho součástí staly okrajové části katastrálních území Horní Heršpice, Bohunice a Komárov.

## Obyvatelstvo
| 1970   | 1980   | 1991  | 2001  | 2011  | 2021  |
| ------ | ------ | ----- | ----- | ----- | ----- |
| 14 057 | 11 480 | 9 190 | 8 635 | 8 605 | 8 665 |

## Charakteristika čtvrti
Ve čtvrti se nachází řada firem jako jsou Ferona, a.s., nebo výrobce vozů značky Avia firma Karoseria a.s., ale také velké obchody Albert, Bauhaus a Hornbach. Osu čtvrti představuje ulice Vídeňská, ve které se nachází řada velkých firem i několik obchodů včetně již zmíněného hypermarketu Albert. Spolu se zdejšími ulicemi Jihlavskou a Heršpickou je to zároveň důležitá dopravní tepna, kterou procházejí také trasy tramvajových linek 2 (do Modřic) a 6 (do sousedního Starého Lískovce). Severní část čtvrti tvoří starší zástavba, střed pak panelové sídliště, jehož výstavba necitlivě zničila velkou část původní zástavby. V této střední části se nalézá i brněnská mešita. Na severozápadě katastru Štýřic se rozkládá Kamenná kolonie (známá též jako Kamenná čtvrť), někdejší prvorepubliková dělnická kolonie. Nejjižnější část čtvrtě zaujímá rozsáhlý areál brněnského ústředního hřbitova. Čtvrť patří v posledních letech mezi vůbec nejdynamičtěji se měnící části Brna-středu. Ve východní a jižní části čtvrtě vznikají moderní business parky, na východě čtvrtě byly v nedávné minulosti vybudovány také velké obchody již zmíněných společností Bauhaus a Hornbach, což velice kontrastuje se stavem, který zde panoval do poloviny 90. let 20. století, kdy zde byly nezastavěné plochy. Ve čtvrti se nachází nejvyšší budova nejen na Moravě, ale i v celé České republice – AZ Tower (111 m).

## Fotogalerie

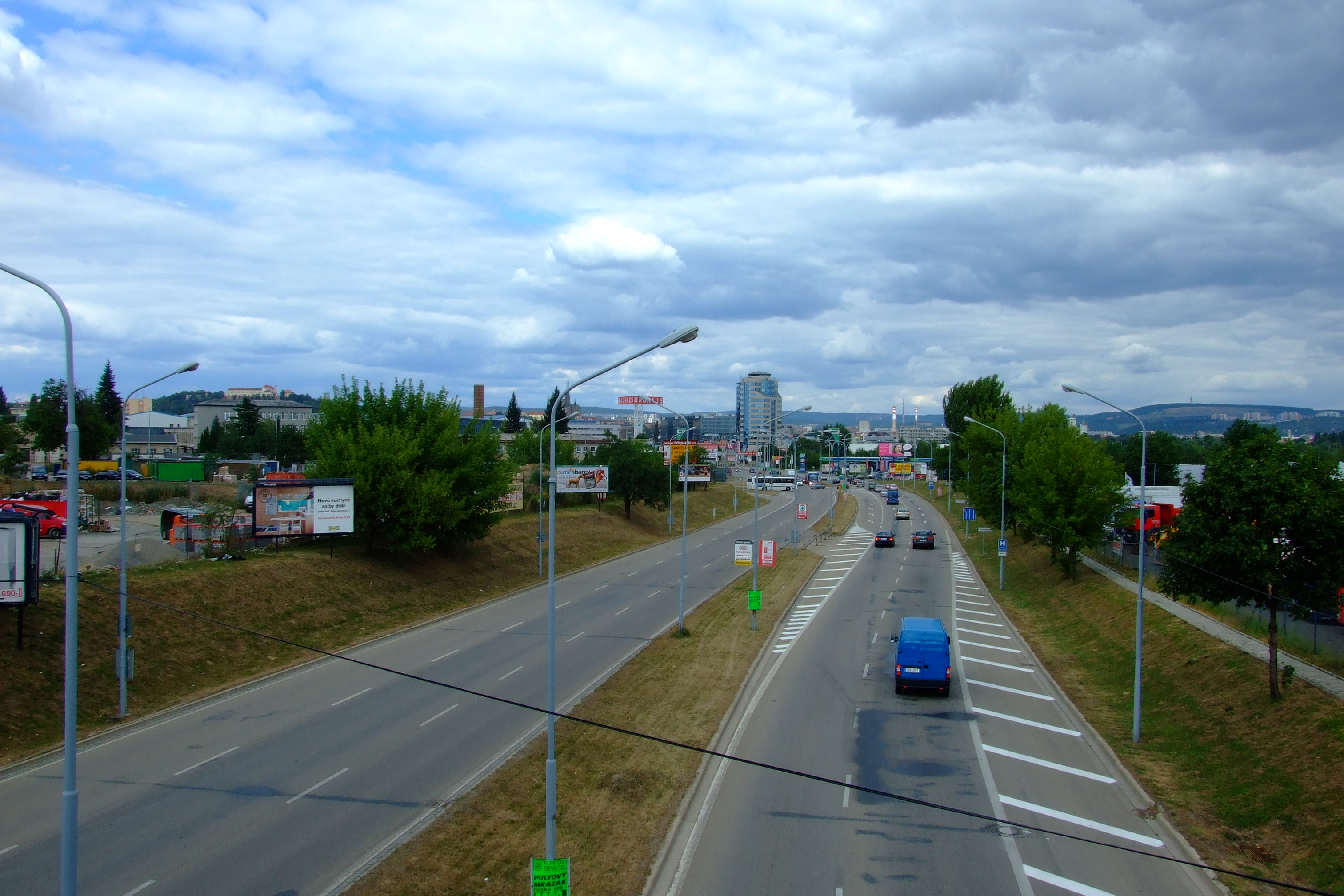
Pohled na střední část Heršpické ulice ve Štýřicích
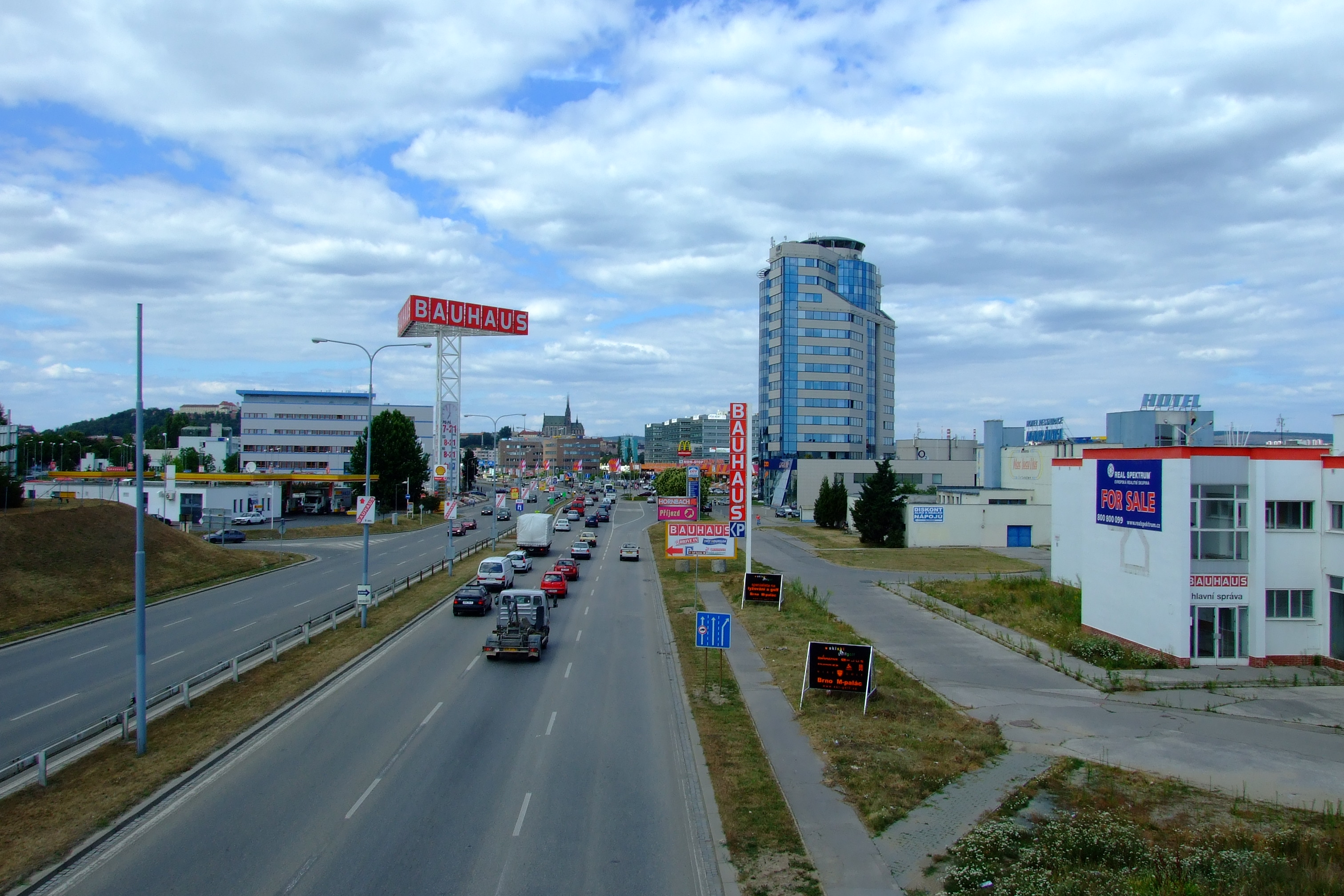
Pohled od jihu na obchodní zónu na Heršpické ulici
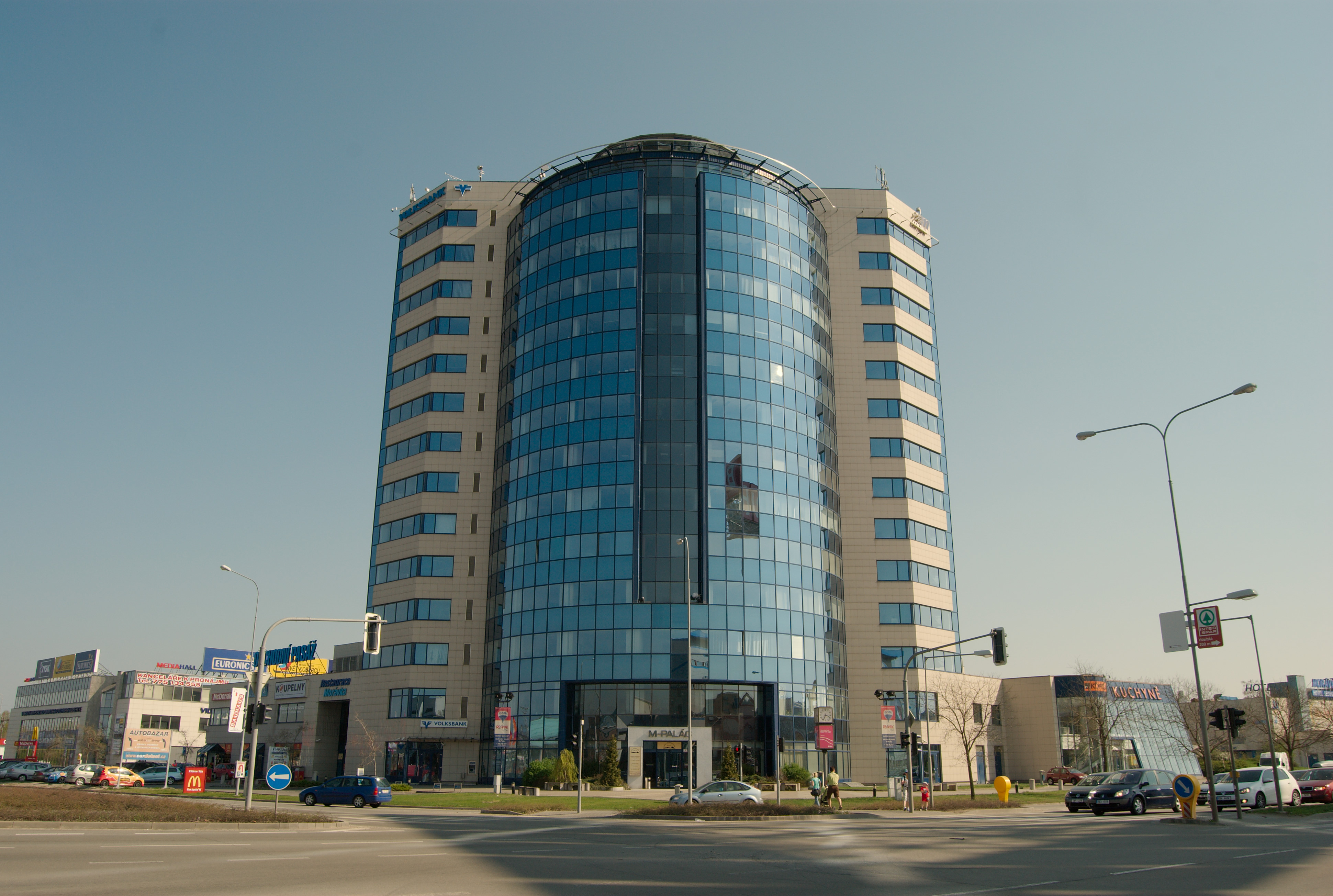
M-Palác v obchodní zóně na Heršpické ulici
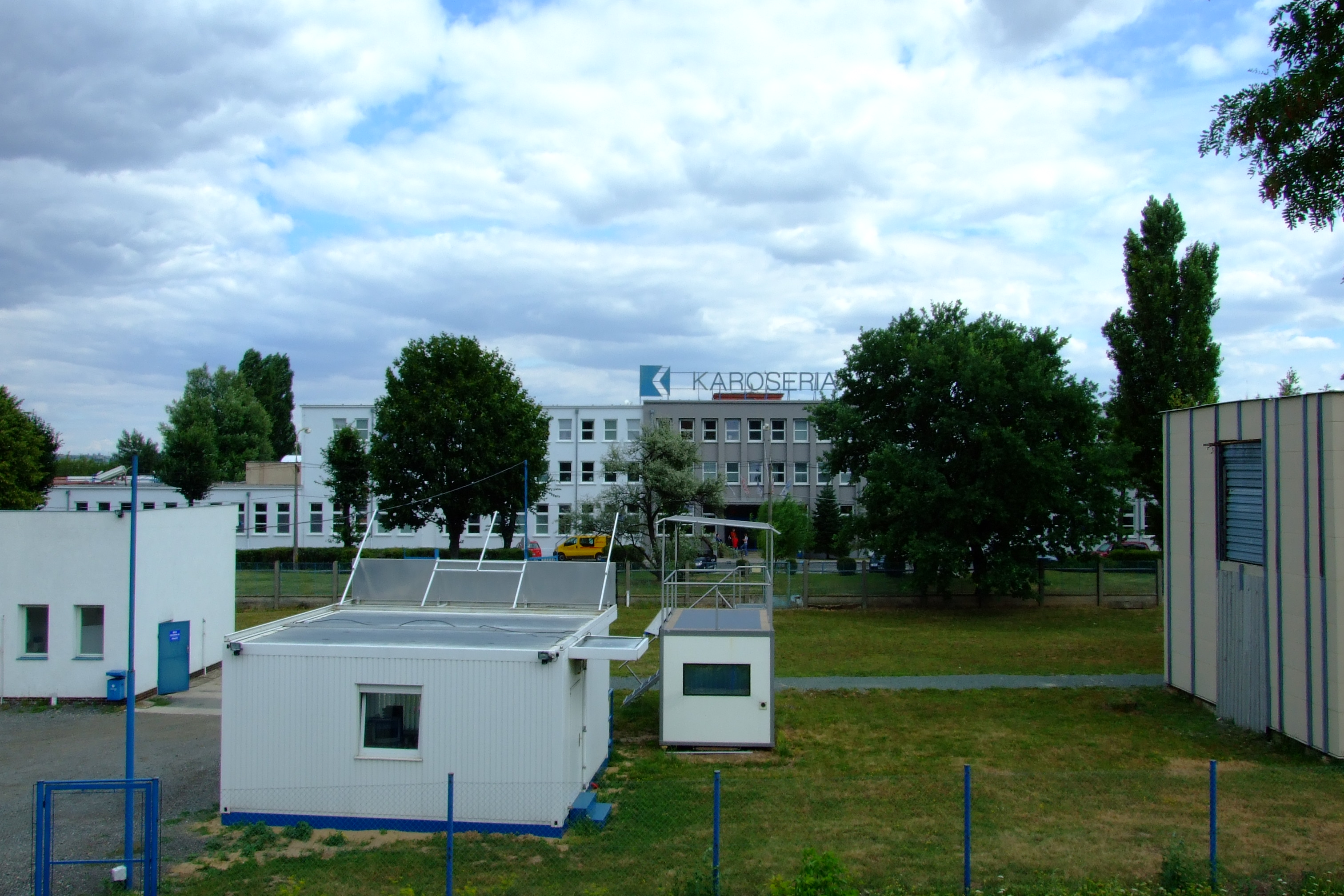
Společnost Karoseria a.s. je výrobcem známých vozů Avia
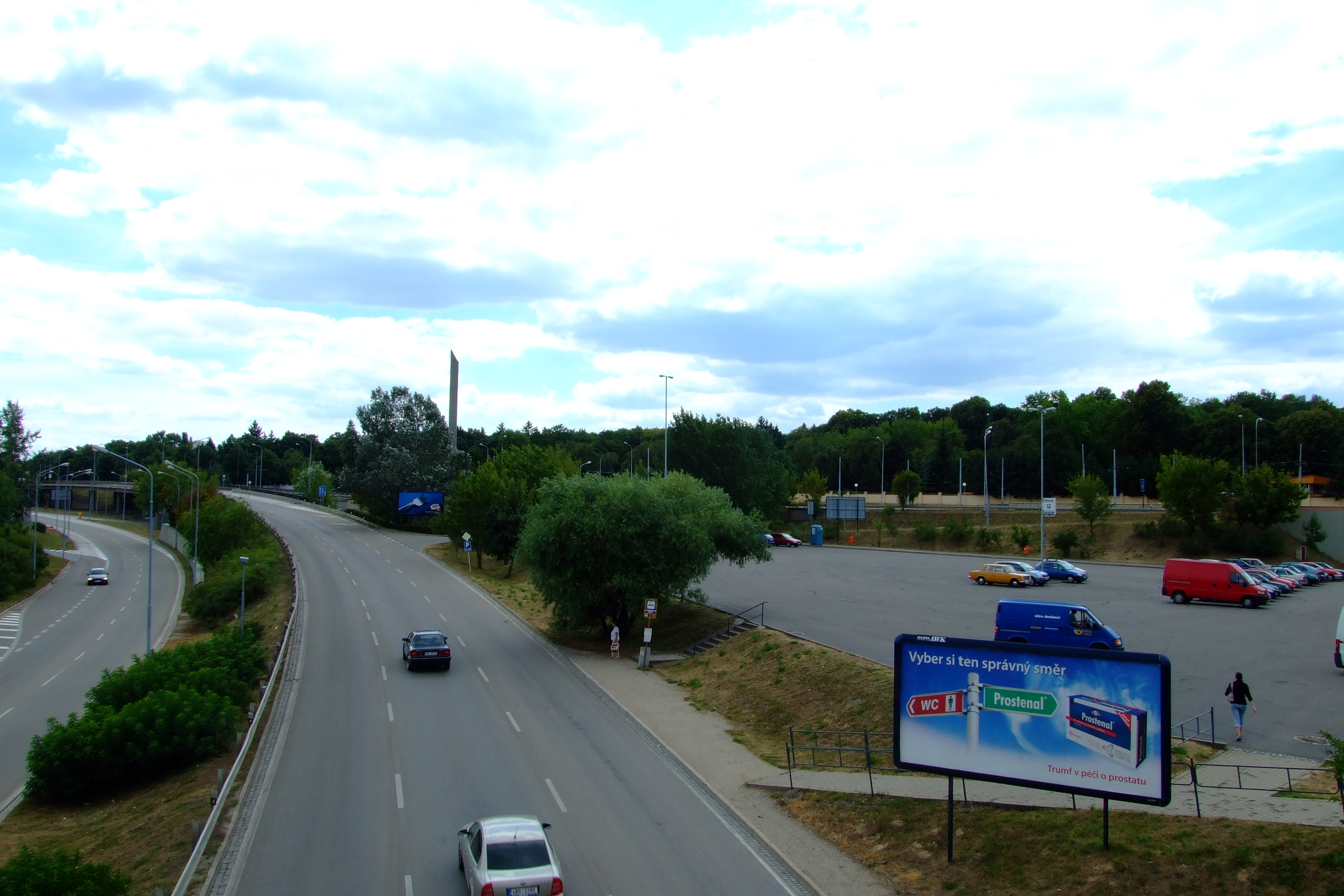
Dvouproudová silnice na Heršpické ulici, v pozadí je vidět rozsáhlý areál brněnského ústředního hřbitova
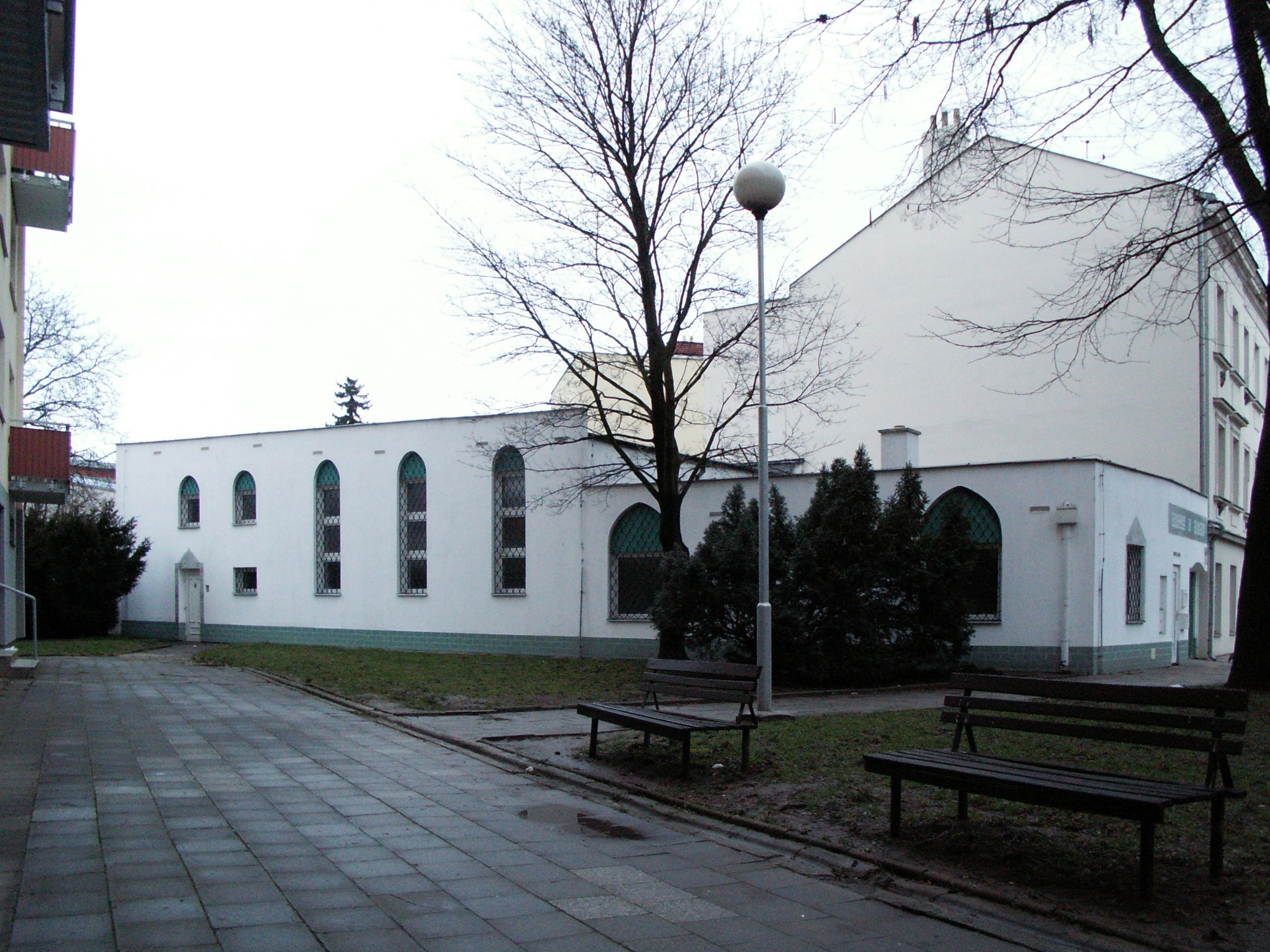
Zdejší brněnská mešita